# Giuse Nguyễn Tiến Lộc
Giuse Nguyễn Tiến Lộc (1943-2022) là một linh mục Công giáo người Việt thuộc Dòng Chúa Cứu Thế, ông cũng là một Huynh trưởng Hướng đạo. Ông cũng là một nhạc sĩ viết nhiều bài hát sinh hoạt thanh thiếu niên, đặc biệt là cho phong trào Hướng đạo Việt Nam, với bút danh Tiến Lộc.

## Thân thế
Ông tên thật là Nguyễn Văn Lộc, sinh năm 1943 trong một gia đình Công giáo tại Hà Nội. Thuở nhỏ, ông làm giúp lễ tại Nhà thờ lớn Hà Nội. Ông bắt đầu tham gia sinh hoạt hướng đạo từ năm 1951. Năm 1954, ông cùng gia đình di cư vào Nam, sinh sống tại Nha Trang.
Ông mất ngày 05 tháng 12 năm 2022 tại TP. Hồ Chí Minh.

## Tu tập và tham gia hướng đạo
Năm 1955, ông vào Đệ tử viện Vũng Tàu thuộc Dòng Chúa cứu thế bắt đầu con đường tu tập. Vào thời gian nghỉ hè, ông về thăm gia đình ở Nha Trang, tham gia các hoạt động hướng đạo tại đây.
Năm 1965, ông vào Nhà Tập ẩn tu một năm, sau đó vào tu học tại Học viện Dòng Chúa cứu thế và Giáo hoàng Học viện Thánh Piô X Đà Lạt. Tại đây, được sự cho phép của bề trên, ông thành lập một toán hướng đạo, ban đầu gồm 8 chủng sinh đang tu học tại Đà Lạt. Bên cạnh thời gian tu học, ông hoạt động rất tích cực trong hoạt động hướng đạo, được mời tham gia ban huấn luyện hướng đạo khu vực khi còn chưa có bằng Rừng.

## Vừa là linh mục vừa là huynh trưởng
Năm 1971, sau khi học xong chương trình Thần học tại Giáo hoàng Học viện Đà Lạt, ông được điều về Đệ tử viện Vĩnh Long. Ông thụ phong chức linh mục cuối năm 1972 và được điều về giúp việc tại Đệ tử viện Thủ Đức. Bên cạnh việc mục vụ, ông tiếp tục hoạt động tích cực trong các hoạt động hướng đạo, được xem là một huynh trưởng lớn của ngành Tráng trong phong trào hướng đạo với tên rừng là Voi Hoạt Bát.
Sau năm 1975, ông ở lại Việt Nam, làm Giám đốc Đệ tử toàn quốc của Dòng Chúa Cứu Thế tại Việt Nam. Ông vẫn hoạt động mục vụ dưới sự hạn chế của chính quyền mới, nhưng các hoạt động hướng đạo bị chấm dứt. Tuy nhiên, đầu năm 1978, ông bị bắt với tội danh "tàng trữ vũ khí" và bị đưa đi học tập cải tạo trong 4 năm. Ông được trả tự do đầu năm 1982, do sự can thiệp của Tổng giám mục Phaolô Nguyễn Văn Bình.

## Sự nghiệp âm nhạc
Thời gian sinh hoạt hướng đạo, ông sáng tác nhiều bài hát dùng trong sinh hoạt tập thể. Các bài hát của ông được nhiều người biết đến là: Anh em ta về, Con voi (Kìa nhìn xem trên kia có cái con chi to ghê), Giây phút chia ly (lời Việt từ: Shalom Chaverim)...
Trước năm 1975, ông là một trong những người tiên phong của chương trình "Đố Vui Để Học" trên Đài Truyền hình Việt Nam (Việt Nam Cộng hòa).